# General artilerije (Wehrmacht)
General artilerije (izvirno nemško General der Artillerie; kratica: GdA) je bil generalski čin (v rangu polnega generala) v nemškem Heeru (kopenski vojski) za generale artilerijske specializacije.
Nižji čin je bil generalporočnik, medtem ko je bil višji generalpolkovnik. V drugi veji Wehrmachta (Kriegsmarine) mu je ustrezal čin admirala, medtem ko mu je v Waffen-SS ustrezal čin SS-Obergruppenführerja.

## Oznaka čina
Oznaka čina generala je bila sledeča:
- naovratna oznaka čina (t. i. Litzen) je bila enaka za vse častnike in sicer stiliziran hrastov list z dvema paroma listnih žil na rdeči podlagi;
- naramenska oznaka čina je bila sestavljena iz štirih prepletenih (zlatih in belih) vrvic in dveh zvezdic, ki so bile pritrjene na rdečo podlago;
- narokavna oznaka čina (na zgornjem delu rokava) za maskirno uniformo je bila sestavljena iz ene zlate črte in enega para stiliziranih hrastovih listov na črni podlagi.

Galerija
- Naovratna oznaka čina
- Naramenska oznaka čina
- Narokavna oznaka čina

## Seznam generalov artilerije

### A
- Maximilian de Angelis (1889–1974)

### B
- Paul Bader (1883–1971)
- Franz Barckhausen (1882–1956)
- Karl Becker (1879–1940)
- Hans Behlendorf (1889–1961)
- Wilhelm Berlin (1889–1987)
- Rudolf Bleidorn (1864–1937)
- Friedrich von Boetticher (1881–1967)
- Fritz Brand (1889–1967)
- Friedrich Wilhelm Brandt (1879–1939)
- Erich von dem Bussche-Ippenburg (1878–1957)
- Hermann Ritter von Burkhardt (1861-1942)

### C
- Siegfried von la Chevallerie (1860–1950)
- Friedrich von Cochenhausen (1879–1968)
- Eduard Crasemann (1891–1950)

### E
- Karl Eberth (1877–1952)
- Theodor Endres (1876–1956)
- Erwin Engelbrecht (1891–1964)
- Ludwig von Eimannsberger (1878–1945)

### F
- Wilhelm Fahrmbacher (1888–1979)
- Maximilian Felzmann (1894–1962)
- Max Föhrenbach (1872–1942)
- Adolf Franke (1852-1937)
- Maximilian Fretter-Pico (1892–1984)

### G
- Curt Gallenkamp (1890–1958)
- Theodor Geib (1885–1944)
- Max Grimmeiss (1893–1954)
- Hans von Gronau (1850-1940)
- Otto Grün (1882–1948)

### H
- Christian Hansen (1885–1972)
- Otto Hartmann (1884–1952)
- Walter Hartmann (1891–1977)
- Paul Hasse (1864–1945)
- Friedrich Wilhelm Hauck (1897–1979)
- Georg von Heimburg (1863–1945)
- Erich Heinemann (1881–1956)
- Ernst–Eberhard Hell (1887–1973)
- Kurt Herzog (1889–1948)
- Rudolf von Horn (1866-1934)

### I
- Emil Ilse (1864–1943)

### J
- Curt Jahn (1892–1948)

### K
- Rudolf Kaempfe (1883–1961)
- Leonhard Kaupisch (1878–1945)
- Karl Kehrer (1849-1924)
- Walter Keiner (1890–1978)
- Erich Kühlenthal (1880–1958)

### L
- Emil Leeb (1881–1969)
- Fritz Lindemann (1890–1944)
- Herbert Loch (1886–1975)
- Walther Lucht (1882–1949)
- Max Ludwig (1871–1961)

### M
- Erich Marcks (1891–1944)
- Heinrich von Maur (1863-1947)
- Robert Martinek (1889–1944)
- Anton Reichard von Mauchenheim genannt von Bechtoldsheim (1896–1945)
- Horst von Mellenthin (1898–1977)
- Horst von Metzsch (1874–1946)
- Heinrich Meyer–Bürdorf (1888–1971)
- Willi Moser (1880–1946)
- Eugen Müller (1891–1951)

### O
- Herbert Osterkamp (1894–1959)

### P
- Walter Petzel (1884–1972)
- Max Pfeffer (1883–1955)
- Georg Pfeiffer (1890–1944)

### R
- Friedrich von Rabenau (1884–1945)
- Rudolf von Roman (1893–1970)

### S
- Walther von Seydlitz-Kurzbach (1888–1976)
- Johann Sinnhuber (1887–1974)
- Hermann von Speck (1888–1940)
- Hans Speth (1897–1985)
- Wilhelm Stemmermann (1888–1944)

### T
- Gerhard Tappen (1866–1953)
- Edgar Theissen (1890–1950)
- Karl Thoholte (1893–1954)
- Siegfried Thomaschki (1894–1967)
- Hermann Tittel (1888–1963)

### U
- Wilhelm Ulex (1880–1959)

### V
- Oskar Vogl (1881–1954)
- Alfred von Vollard-Bockelberg (1874–1945)

### W
- Edmund Wachenfeld (1878–1958)
- Kurt Waeger (1893–1952)
- Eduard Wagner (1894–1944)
- Martin Wandel (1892–1943)
- Walter Warlimont (1894–1976)
- Helmut Weidling (1891–1955)
- Paul Weyer (1879–1947)
- Albert Wodrig (1883–1972)
- Rolf Wuthmann (1893–1977)

## Z
- Heinz Ziegler (1894–1972)